# Clavis Patrum Græcorum
Pour les articles homonymes, voir CPG.
La Clavis Patrum Græcorum (CPG) est l'index des œuvres des Pères de l'Église grecque établi par Maurice Geerard et publié chez Brepols. Les Pères concernés sont ceux qui ont écrit en grec, du Ier au VIIIe siècle, y compris si leurs œuvres n'existent plus qu'en traduction (latine, arménienne, géorgienne, éthiopienne, arabe, slavonne, etc.), ainsi que quelques auteurs traduits en grec à cette époque.
Elle ne s'étend toutefois pas à tous les textes patristiques : pour les Actes des martyrs ou les Apocryphes, notamment, il existe d'autres corpus (la Bibliotheca Hagiographica Græca et la Clavis Apocryphorum). La Clavis permet de renvoyer instantanément, par un numéro, à l'édition de référence de leurs œuvres, aux témoignages concernant leur transmission en grec ou en d'autres langues anciennes, et, éventuellement, à une étude sur tel ou tel auteur, voire, plus rarement, à une traduction en langue moderne. Les quatre tomes de la Clavis, augmentés de trois mises à jour (vol. 3 A, volume Supplementum et vol. 4 nouvelle édition), suivis d'un volume d'index et de concordances, sont un ouvrage de référence pour les spécialistes de la patrologie grecque.

## Volumes
Maurice Geerard, Clavis patrum graecorum : qua optimae quaeque scriptorum patrum graecorum recensiones a primaevis saeculis usque ad octavum commode recluduntur, Turnhout, 1974-2003 :
- vol. 1 : Patres antenicaeni, schedulis usi quibus rem paravit F. Winkelmann, 1983 ; 2-503-05012-3 (broché) 2-503-05011-5 (relié) ; couvre les numéros 1000 à 1925.
- vol. 2 : Ab Athanasio ad Chrysostomum, 1974 ; couvre les numéros 2000 à 5197.
- vol. 3 : A Cyrillo Alexandrino ad Iohannem Damascenum, 1979 ; couvre les numéros 5200 à 8240.
- vol. 3 A : A Cyrillo Alexandrino ad Iohannem Damascenum : addenda volumini III, a Jacques Noret Parata, 2003 ; - 2-503-05034-4.
- vol. 4 : Concilia : catenae, 1980 (deuxième édition, mise à jour et refondue, en 2018 par J. Noret,  (ISBN 978-2-503-57963-4) ; couvre les numéros à partir de 9000 et c. (pour catena) à partir de 1.
- vol. 5 : Indices, initia, concordantiae, cura et studio M. Geerard et F. Glorie, 1987, 2-503-05012-3 (broché) 2-503-05011-5 (relié).
- (vol. 6 :) Supplementum cura et studio M. Geerard et J. Noret, 1998, XVIII, 516 p. 2-503-05062-X (broché) 2-503-05061-1 (relié).

## Nouveau projet
Les éditions Brepols ont mis en ligne une banque de données qui reprend chaque numéro de la Clavis, avec moteur de recherche et possibilité de participation en vue d'une mise à jour permanente. Une équipe scientifique pilotée par la KUL coordonne ce projet.